# Dzerzjinsk
Dzerzjinsk (russisk: Дзержи́нск, tr. Dzerzjínsk) er en by i Nisjnij Novgorod oblast i den europæiske del af Den Russiske Føderation. Byen ligger på venstre bred af floden Oka. Dzerzjinsk har 215.259(2024) indbyggere og er dermed den næststørste by i oblasten. Byen blev første gang omtalt 1606 .
Siden sovjettiden har byen været et af de største centre for kemisk industri i Rusland med omfattende forurening, der har medført store miljømæssige problemer i området. Dzerzjinsk har siden 12. september 2007 været på Blacksmith Institute's liste over verdens værst forurenede byer.

## Navn
Dzerzjinsk by hed Tjernoretje indtil 1929, fra '29 til 1930 hed byen Rastjapino og fra 1930 har den båret navnet Dzerzjinsk opkaldt efter den polske bolsjevik Felix Dzerzjinskij.

## Geografi
Ad hovedvej ligger Dzerzjinsk knap 38 km vest for oblastens administrative center, Nisjnij Novgorod, og 207 km øst for Vladimir. Afstaden mod vest til Moskvas MKAD er 387 km, mod nordvest er afstanden til Jaroslavl 365 km.

### Klima
| J F M A M J J A S O N D 36 −8 −14 26 −6 −13 25 0 −7 37 10 2 44 18 8 64 23 12 69 24 15 60 22 13 58 16 8 62 7 2 51 0 −5 37 −5 −10 Gennemsnitlige max. og min. temperaturer i °C Nedbørsmængde i mm Kilde: Dzerzhinsk, climate-data.org |           |         |         |         |          |          |          |         |        |         |           |
| J | F         | M       | A       | M       | J        | J        | A        | S       | O      | N       | D         |
| 36 −8 −14 | 26 −6 −13 | 25 0 −7 | 37 10 2 | 44 18 8 | 64 23 12 | 69 24 15 | 60 22 13 | 58 16 8 | 62 7 2 | 51 0 −5 | 37 −5 −10 |
| Gennemsnitlige max. og min. temperaturer i °C |           |         |         |         |          |          |          |         |        |         |           |
| Nedbørsmængde i mm |           |         |         |         |          |          |          |         |        |         |           |
| Kilde: Dzerzhinsk, climate-data.org |           |         |         |         |          |          |          |         |        |         |           |

| J                                             | F         | M       | A       | M       | J        | J        | A        | S       | O      | N       | D         |
| 36 −8 −14                                     | 26 −6 −13 | 25 0 −7 | 37 10 2 | 44 18 8 | 64 23 12 | 69 24 15 | 60 22 13 | 58 16 8 | 62 7 2 | 51 0 −5 | 37 −5 −10 |
| Gennemsnitlige max. og min. temperaturer i °C |           |         |         |         |          |          |          |         |        |         |           |
| Nedbørsmængde i mm                            |           |         |         |         |          |          |          |         |        |         |           |
| Kilde: Dzerzhinsk, climate-data.org           |           |         |         |         |          |          |          |         |        |         |           |

Dzerzjinsk har tempereret fastlandsklima med relativt kolde vintre, fra begyndelsen af november til slutningen af marts, og varme somre, fra medio maj til september. Den hyppige passage af luftmasser fra Atlanterhavet og undertiden fra Middelhavsområdet forårsager jævnligt skydække. Gennemsnitstemperaturen i januar er -10,9 °C, og i juli +19,2 °C. Den gennemsnitlige årlige nedbør er 569 mm.

## Historie
Landsbyen Rastjapino nævnes første gang i historiske dokumenter i 1606 i forbindelse med overdragelsen af ejendom til Dudin Kloster. Det omkringliggende landskab og landsbyer Zjelnino, Igumnovo, Babino og Pyra er også kendt fra 1600-tallet.
Byggeri på stedet hvor det moderne Dzerzhinsk ligger indledtes i 1862 efter åbningen af stationen Tjornoje. Beboelser der strakte sig langs jernbanen og blev kaldt Tjornoje.
I 1915 blev fabrikken af mineralske syrer blev etableret.
I 1916 i en tæt granskov, mellem vejen til Moskva og floden Oka, blev der igangssat produktion af sprængstoffer på en fabrik evakueret fra Petrograd.
I 1929 blev en fyrreskov fældet lige nord for stationen og opførelsen af byen blev indledt, kort efter blev Rastjapino til industrbyen Dzerzhinsk. Arkitekt der stod for opførelse af det nye Dzerzhinsk fik tildelt Leninpriset.
I 1930 fik Dzerzhinsk bystatus.
Fra slutningen af 1930'erne idriftsattes en række nye store fabrikker bl.a.:
- Fabrik nummer 397 "Daggry" (1936) - produktion af gasmasker.
- Fabrik nummer 365 "Oka" (1937) - produktion af tetraetylbly, et tilsætningsstof til brændstof.
- Fabrik nummer 96 "Zavodstroj" (1938) - produktion af sennepsgas og fosgen, fra 1. januar 1939 blev det planlagt at øge kapaciteten så der kunne produceres 40.000 tons sennepsgas og 3.000 tons fosgen om året.
- Fabrik nummer 148 "Plexiglas" (1938) - production af polyvinylchlorid.

Det påståes, at under Anden Verdenskrig blev hver anden bombe, anvendt af Sovjetunionen, fremstillet på Fabrik nummer 80 i Dzerzhinsk.
I 1991 fik Dzerzhinsk den første borgmester.

## Administrativ status
Dzerzhinsk udgør sammen med eleve bymæssige bebyggelser, tre landsbyer og et landdistrikt "byen med oblast betydning".

### Administrative inddeling
Administrativ inddeling af byen med oblast betydning:
| lokalitet           | russisk           | bosætningstype        | Indbyggere 2010 |
| ------------------- | ----------------- | --------------------- | --------------- |
| Babino              | Бабино            | bymæssig bebyggelse   | 229             |
| Dzerzjinsk          | Дзержинск         | by                    | 251.016         |
| Gavrilovka          | Гавриловка        | landsby               | 845             |
| Gnilitskije Dvoriki | Гнилицкие Дворики | bymæssig bebyggelse   | 63              |
| Gorbatovka          | Горбатовка        | landsby               | 3.534           |
| Igumnovo            | Игумново          | bymæssig bebyggelse   | 1.162           |
| Jurevets            | Юрьевец           | bymæssig bebyggelse   | 369             |
| Kolodkino           | Колодкино         | bymæssig bebyggelse   | 383             |
| Lesnaja Poljana     | Лесная Поляна     | bymæssig bebyggelse   | 73              |
| Lesnoj              | Лесной            | landdistrikt          | 38              |
| Petrjajevka         | Петряевка         | bymæssig bebyggelse ´ | 779             |
| Pyra                | Пыра              | bymæssig bebyggelse   | 1.938           |
| Severnyj            | Северный          | bymæssig bebyggelse   | 111             |
| Stroitelej          | Строителей        | bymæssig bebyggelse   | 62              |
| Zjelnino            | Желнино           | landsby               | 844             |

## Økonomi
I Dzerzjinsk er blandt andet de kemiske virksomheder "Zavod", "Dzerzjinsk plexiglas", "Aviabor", "Sintez Oka" og "Zavod sintanolov" samt plastproducenterne "Biokhimplast" og "Nizjpolimerupak" hjemmehørende.
De udenlandske selskaber Wella, Knauf Gips, Lanxess, Liebherr, ThyssenKrupp Uhde og Danieli har afdelinger i byen.

## Uddannelse
I Bratsk er flere afdelinger af højere uddannelsesinstitutioner
- Dzerzjinskij Polytekniske Institut, en afdeling af Nisjnij Novgorods tekniske universitet
- Dzerzjinskij gren af St. Petersborg Institut for udenrigsøkonomiske relationer
- Dzerzjinskij gren af det russiske Akademi for Nationaløkonomi og offentlig administration
- Dzerzjinskij gren af Det Modern Humanistiske Fakultet

Bratsk har en række videregående uddannelsesinstitutioner bl.a.
- Dzerzjinskij tekniske skole
- Dzerzjinskij kemisk uddannelse opkaldt efter den røde hær
- Dzerzjinskij lærerseminarie
- Dzerzjinskij økonomisk- og tekniskuddannelse
- Dzerzjinskij industritekniske uddannelse
- Dzerzjinskij musikskole

## Kultur
Teatre
- Dzerzjinskij kommunale dramateater
- Dzerzjinskij dukketeater .

Museer
- Historisk museum

## Forurening
Ifølge en undersøgelse af Blacksmith Institute fra den 12. september 2007, er Dzerzjinsk en af verdens værst forurenede byer og indbyggerne har en forventet levetid på 42 år for mænd og 47 år for kvinder samt at dødstallet i 2003 oversteg fødselsraten med 260%. Miljøorganisationer som Greenpeace tilskriver den lave forventede levetid til de høje niveauer af organiske kemikalier, især dioxiner. Blacksmith Institute omtaler sarin, lewisit, sennepsgas, blåsyre, fosgen, bly og organiske forbindelser blandt de værste forurenende stoffer. Dele af Dzerzjinsks vand er forurenet med dioxiner og fenoler på niveauer, der angiveligt er sytten millioner gange over de sikre grænser.
Dzerzjinsks miljøagentur vurderer, at næsten 300.000 tons kemisk affald er blevet dumpet i byen mellem 1930 og 1998. Økologiudvalget for den russiske statsduma betragter også Dzerzjinsk blandt de ti byer med katastrofale økologiske forhold.
Dzerzjinsks byadministration hævder dog, at Blacksmith Institutets rapport er fejlagtig, idet det for eksempel angives, at da sarin aldrig er blevet produceret i byen, kan det ikke være et af de mest forurenende stoffer. Ifølge byens sundhedsafdeling var den gennemsnitlige forventede levetid i byen 64 år i 2006. Askhat Kayumkov, leder af Dronts offentlige økologiske organisation, der blev citeret som en kilde i Blacksmith Institutes rapport, siger at hans organisation aldrig gav Blacksmith Institute data af nogen art. Desuden mener han ikke, at Dzerzjinsk er en af de mest forurenede byer i Rusland, langt mindre i hele verden.
Endvidere hævdede en revisionsrapport fra 2000 af Audiekometal-organisationen, der var baseret i Moskva, at Dzerzjinsk i de sidste ti år ikke havde været en af de ti mest forurenede byer i Den Russiske Føderation, og at forureningsniveauet i byen var "moderat".[kilde mangler]
Til trods for den økologiske situation i byen, der er bedre end i de foregående 80 år (hovedsagelig på grund af konkurser og lukninger af de forurenende fabrikker), udgør flere steder i byen en håndgribelig økologisk risiko. Disse steder omfatter deponeringsanlæg, grunde med giftigt affald og et såkaldt "hvidt hav", der består af bortskaffet kemikalieaffald. Disse steder holdes under konstant økologisk overvågning.

## Seværdigheder
Nær Dzerzjinsk, på venstre bred af Oka, er der opstillet et 128 m høj hyperboloid gitterstålmast, designet af Vladimir Sjukhov. Oprindeligt var der to master, men efter 2006, er kun den ene tilbage.
- Sjukhovtårnene på floden Oka 1989
- Sjukhovtårnet i 2006

## Venskabsbyer
Dzerzjinsk har fire venskabsbyer:
| - Hrodna, Hviderusland - Druskininkai, Litauen | - Bitterfeld, Tyskland - Zelenodolsk, Rusland |

## Kendte personer fra Dzerzjinsk
| - Oleg Deripaska (1952) – russisk oligark og filantrop - Léon Zack (1892-1980) - russisk-fransk maler - Izolda Izvitskaja (1932-1971) - sovjetisk skuespiller - Violetta Kolobova (1991) - russisk fægter | - Olga Kotjneva (2009) - russisk fægter - Andrej Kuvajev (1983) - russisk paralympisk fodboldspiller - Aleksandr Kuligin (1991) - russisk fodboldspiller - Eduard Limonov (Savenko) (1943) - russisk forfatter og politisk aktivist (fascist) | - Sergéj Tjigrakov (Tjizj) (1961) - sovjetisk/russisk rockmusiker - Jevgenij Sjaronov (1958) - sovjetisk vandpolospiller - Natali (Natalja Rudina) (1974) - russisk sanger, komponist og sangskriver |